# Liga Europeia de Hóquei em Patins de 1996–97
A Liga Europeia de 1996–97 foi a 32.ª edição da Taça dos Campeões Europeus, (a 1.ª sob o novo formato e designação de "Liga Europeia") organizada pelo CERH.

## Equipas da Liga Europeia 1996/97
As equipas classificadas são:
| Fase             | Equipas        | Equipas         | Equipas         | Equipas          |
| ---------------- | -------------- | --------------- | --------------- | ---------------- |
| 1.ª Eliminatória | Igualada HC    | FC Barcelona    | Liceo da Coruña | OC Barcelos      |
| 1.ª Eliminatória | SL Benfica     | FC Porto        | Hockey Novara   | Amatori Vercelli |
| 1.ª Eliminatória | Genève RHC     | SC Thunerstern  | RSC Cronenberg  |                  |
|                  |                |                 |                 |                  |
| Pré-eliminatória | CP Vic         | Reus Deportiu   | Roller Salerno  | La Vendéenne     |
| Pré-eliminatória | HC Quévert     | SCRA Saint-Omer | RHC Wimmis      | Herne Bay United |
| Pré-eliminatória | AGOR Dordrecht | RHC Wolfurt     |                 |                  |

## Pré-Eliminatória
| Visitado         | Resultado | Visitante           | 1.ª Mão | 2.ª Mão |
| RHC Wimmis       | 11-8      | EDRC Agor Dordrecht | 6-3     | 5-5     |
| Reus Deportiu    | 4-5       | Roller Salerno      | 4-2     | 0-3     |
| RHC Wolfurt      | 3-26      | Pati Vic            | 1-9     | 2-17    |
| SCRA Saint Omer  | 8-12      | La Roche-sur-Yon    | 5-4     | 3-8     |
| Herne Bay United | 7-11      | HC Quévert          | 4-7     | 3-4     |

## 1.ª Eliminatória
| Visitado         | Resultado | Visitante      | 1.ª Mão | 2.ª Mão |
| RSC Cronenberg   | 6-23      | FC Porto       | 3-10    | 3-13    |
| FC Barcelona     | 7-28      | SC Thunerstern | 14-1    | 10-1    |
| Genéve RHC       | 2-10      | Hockey Novara  | 1-1     | 1-9     |
| La Roche-sur-Yon | FC        | SL Benfica     | FC      | FC      |
| HC Quévert       | 4-26      | Igualada HC    | 1-11    | 3-15    |
| Amatori Vercelli | 19-1      | RHC Wimmis     | 12-0    | 7-1     |
| Roller Salerno   | 6-5       | OC Barcelos    | 4-3     | 2-2     |
| HC Liceo         | 7-4       | Pati Vic       | 6-3     | 1-1     |

## Fase de Grupos

### Grupo A
| Equipe         | Pts | J | V | E | D | GM | GS | DG  |
| -------------- | --- | - | - | - | - | -- | -- | --- |
| Igualada HC    | 8   | 6 | 4 | 0 | 2 | 21 | 9  | 12  |
| FC Porto       | 8   | 6 | 4 | 0 | 2 | 24 | 21 | 3   |
| Hockey Novara  | 7   | 6 | 3 | 1 | 2 | 23 | 17 | 6   |
| Roller Salerno | 1   | 6 | 0 | 1 | 5 | 8  | 29 | -21 |

|                | IGU | POR | NOV | SAL |
| -------------- | --- | --- | --- | --- |
| Igualada HC    |     | 4-3 | 4-1 | 7-0 |
| FC Porto       | 2-1 |     | 5-4 | 4-2 |
| Hockey Novara  | 3-0 | 7-5 |     | 7-2 |
| Roller Salerno | 0-5 | 3-5 | 1-1 |     |

### Grupo B
| Equipe           | Pts | J | V | E | D | GM | GS | DG  |
| ---------------- | --- | - | - | - | - | -- | -- | --- |
| HC Liceo         | 9   | 6 | 4 | 1 | 1 | 43 | 19 | 24  |
| FC Barcelona     | 8   | 6 | 3 | 2 | 1 | 46 | 16 | 30  |
| Amatori Vercelli | 7   | 6 | 3 | 1 | 2 | 32 | 19 | 13  |
| La Roche-sur-Yon | 0   | 6 | 0 | 0 | 6 | 12 | 79 | -67 |

|                  | LIC  | BAR  | VER | ROC  |
| ---------------- | ---- | ---- | --- | ---- |
| HC Liceo         |      | 4-1  | 4-0 | 12-1 |
| FC Barcelona     | 5-5  |      | 4-3 | 25-2 |
| Amatori Vercelli | 10-4 | 1-1  |     | 10-3 |
| La Roche-sur-Yon | 2-14 | 1-10 | 3-8 |      |

## Final a Quatro
A Final a Quatro da Liga Europeia de 1996/97 foi disputada em Barcelona, Espanha.

### Quadro de Jogos
|  | Semifinais   | Semifinais |   |              | Final          | Final |  |
|  |              |            |   |              |                |       |  |
|  |              |            |   |              |                |       |  |
|  | FC Barcelona | 3          |   |              |                |       |  |
|  | Igualada HC  | 2          |   |              |                |       |  |
|  |              |            |   |              |                |       |  |
|  |              |            |   |              |                |       |  |
|  |              |            |   |              | Igualada       | 9     |  |
|  |              | HC Liceo   | 2 |              |                |       |  |
|  |              |            |   |              |                |       |  |
|  |              |            |   |              |                |       |  |
|  |              |            |   |              | Terceiro lugar |       |  |
|  |              |            |   |              |                |       |  |
|  | HC Liceo     | 6          |   | FC Barcelona | 3 4 G          |       |  |
|  | FC Porto     | 8          |   |              | FC Porto       | 3 3P  |  |

| Vencedores Liga Europeia 1996–97 |
| -------------------------------- |
|                                  |
| FC BARCELONA (11.º título)       |

### Internacional
- Ligações para todos os sítios de hóquei
- Mundook- Sítio com notícias de todo o mundo do hóquei
- Hoqueipatins.com - Sítio com todos os resultados de Hóquei em Patins